# Gierkany (przystanek kolejowy)
Gierkany (lit. Gerkonys, ros. Гярконис) – przystanek kolejowy w pobliżu miejscowości Gierkany, w rejonie ignalińskim, na Litwie. Leży na linii dawnej Kolei Warszawsko-Petersburskiej.